# 鍵谷陽平
鍵谷 陽平（かぎや ようへい、1990年9月23日 - ）は、北海道亀田郡七飯町出身の元プロ野球選手（投手）。右投右打。
妻は女優の青谷優衣。

## 経歴

### プロ入り前
小学1年生から野球を始め、5年時に内野手から投手へ転向した。七飯町立七飯中学校時代は、軟式野球部に所属。野球推薦の話があったことと、野球を続けるなら親に甘えたくないという理由から札幌市にある北海高校に進学。
高校時代は1年時の夏からベンチ入し、2年時の秋からエースとなる。3年時の夏に南北海道予選を制し、第90回全国高等学校野球選手権記念大会に出場するが、1回戦の東邦高校戦で先頭打者本塁打を含む14被安打12失点と打ち込まれ、7回途中で降板しチームも10-15で敗退。

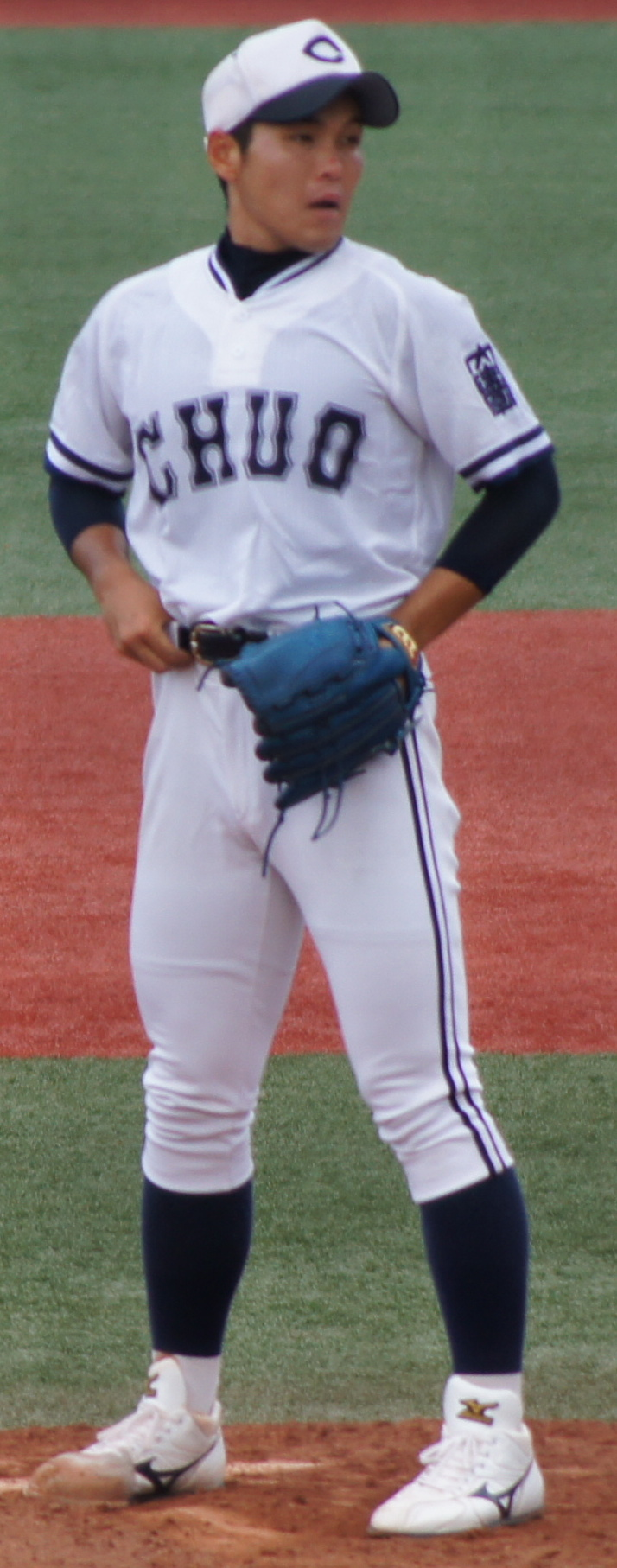
大学時代

中央大学に進学すると、東都大学野球連盟に加盟する野球部に入部。2年時の春から公式戦に登板した。秋には自己最速となる152km/hを記録するが、右肘の靭帯を損傷し全治4か月の怪我を負った。その後回復し4年時からは先発としても起用されるようになった。最終的に、リーグ通算37試合に登板し、7勝9敗、防御率1.94の成績を残した。大学の2学年先輩に澤村拓一、遠藤一星、1学年先輩に井上晴哉、2学年後輩に島袋洋奨がいた。
2012年10月25日、プロ野球ドラフト会議で日本ハムから3位指名を受け、11月13日に契約金6000万円、年俸900万円で入団に合意した（金額は推定）。

### 第一次日本ハム時代

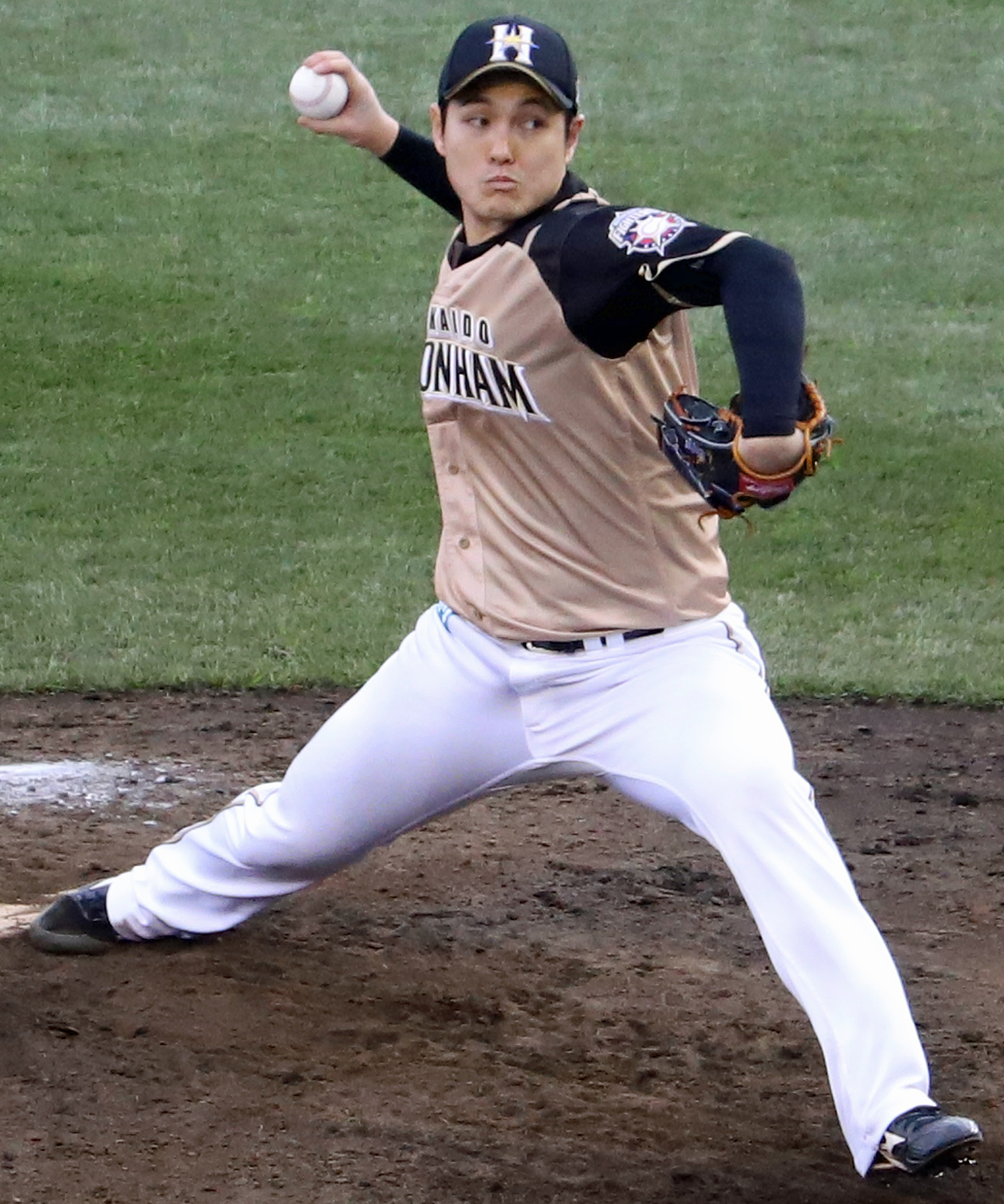
第一次日本ハム時代
（2019年4月4日 楽天生命パーク宮城）

2013年、新人ながら大谷翔平とともに開幕一軍入りを果たすと、開幕戦となった3月29日の埼玉西武ライオンズ戦（西武ドーム）でプロ初登板・初ホールドを記録した。4月14日のオリックス・バファローズ戦でプロ初勝利を挙げた。最終的に、38試合登板、2勝3敗1ホールド5セーブ、防御率3.33を記録。オフに、700万円増の1600万円で契約を更改した。
2014年、レギュラーシーズンは21試合で1勝0敗2ホールド、防御率2.20を記録。10月16日のパシフィック・リーグクライマックスシリーズファイナルステージの福岡ソフトバンクホークス戦で3番手として登板し、2回を無失点に抑え勝利投手となる。オフに、100万円増の推定年俸1700万円で契約を更改した。
2015年7月末に不振により一軍登録を抹消。9月21日に一軍に昇格し、22日のソフトバンク戦で同年シーズン3勝目を挙げると、翌日のソフトバンク戦で4勝目を挙げ2試合連続となる勝利投手となった。最終的に、40試合登板、5勝3敗15ホールド、防御率4.67を記録。オフに、500万円増の推定年俸2200万円で契約を更改した。
2016年は、キャリアハイとなる48試合登板、5勝3敗3セーブ3ホールド、防御率4.23を記録してチームのリーグ優勝・日本一に貢献した。オフに、600万円増の推定年俸2800万円で契約を更改した。
2017年は、チーム順位が5位に沈む中、宮西尚生やクリス・マーティンらと安定した投球を続け、キャリアハイとなる60試合に登板し、2勝3敗1セーブ17ホールド、防御率2.53を記録した。オフに、2200万円増の推定年俸5000万円で契約を更改した。
2018年は、前年の活躍から石川直也と共に守護神争いが期待されたが、春季キャンプ中の3月16日に「右尺側手根屈筋（前腕内側）の筋挫傷」で離脱。5月末に一軍復帰してからも不安定な投球が目立ち、28試合の登板にとどまり、0勝0敗2ホールド、防御率4.28を記録。オフに、700万円減の推定年俸4300万円で契約を更改した
2019年、開幕一軍入りを果たし、後述のトレードまで18試合に登板し、0勝0敗1ホールド、防御率5.94を記録。6月10日に登録を抹消されていた。

### 巨人時代
2019年6月28日に、藤岡貴裕と共に、宇佐見真吾、吉川光夫とのトレードで読売ジャイアンツに移籍。これは令和における日本プロ野球 (NPB) 初のトレードとなった。背番号は32となった。移籍後はリリーフとして27試合に登板し、0勝2敗6ホールド、防御率3.00を記録。オフに、200万円増の推定年俸4500万円で契約を更改し、背番号を日本ハム時代と同じ30に変更することが発表された。
2020年、チーム最多の46試合に登板し3勝1敗13ホールド、防御率2.89とリーグV2に貢献。ソフトバンクとの日本シリーズ第2戦ではアルフレド・デスパイネに満塁本塁打を打たれるなどして、チームは4連敗を喫した。オフに、2000万円増の推定年俸6500万円で契約を更改した。
2021年もチーム最多の59試合に登板し、3勝15ホールド1セーブを記録。11月7日の阪神とのCSファーストステージ第2戦では、1点リードした二死満塁のピンチでジェフリー・マルテを三塁ゴロに抑えるなどCSファイナルステージ進出に貢献した。オフに、1000万円増となる推定年俸7500万円で契約を更改した。
2022年は、下半身のコンディション不良による調整遅れが影響してか、6月4日に一軍昇格。最終的に、21試合登板、2勝0敗3ホールド、防御率3.71を記録。オフに、1200万減となる推定年俸6300万円で契約を更改した。
2023年は開幕を一軍で迎え、13試合で2勝0敗1セーブ、防御率3.18を記録したものの、10月13日に戦力外通告を受けた。

### 第二次日本ハム時代
2023年11月19日に、古巣となる北海道日本ハムファイターズと育成選手として契約した。背番号は130となる。推定年俸は1000万円。
2024年、7月24日までに二軍で13試合に登板、防御率1.10を記録、宮内春輝、梅林優貴ととも支配下選手契約の締結が発表された。背番号は60。しかし、一軍登板の機会はなく、9月5日、球団を通じて同年限りでの現役引退を発表した。9月25日の東北楽天ゴールデンイーグルス戦（エスコンフィールドHOKKAIDO）が引退試合となり、ルーキーイヤー以来11年ぶりに先発登板し、小郷裕哉を二ゴロ、小深田大翔を遊直に打ち取ったところで降板した。試合後には引退セレモニーが行われ、同期入団の大谷翔平から労いのビデオメッセージも流された。

### 現役引退後
2024年12月13日、七飯町民栄誉賞を授与。
2025年1月6日、北海道日本ハムファイターズ・「ベースボールオペレーション部ベースボールオペレーション」職員就任を発表した。

## 選手としての特徴
スリークォーターから平均球速142km/h、最速153km/hのストレートとスライダーが武器で、フォーク、ブレーキの効いたパームを投げる。
プロ入り後は、ルーキー時代の2013年に先発登板が2試合あっただけで、他は全てリリーフ、抑えでの起用となっていたが、引退試合で11年ぶりに先発登板した。

## 人物
愛称は「カギ（さん）」。
真面目かつ優しい人柄の持ち主で、チーム内での人望が厚い。
大学は特待生での入学ではなかったため奨学金を借り、法学部に所属し勉強と野球を両立させていた。
理容組合北海道日本ハムファイターズ後援会が球団とコラボレーションして、毎年の最新ヘアデザインのモデルを若手選手の中よりファン投票で選出している企画「ファイターズスタイル」の2016年度モデルに選ばれた。
グラブは、北海道に関係のある色にするため富良野のラベンダーをイメージした紫色にし、鍵谷の出身校である北海高校の校章である星のマークを入れていた。これが話題となり、鍵谷といえばラベンダー色（のグラブ）というイメージをファンに根付かせたが、2年目よりグラブ軽量化のため黒色のグラブを使用している。
レッドイーグルス北海道の牛来拓都、元日本製紙クレインズの春田啓和の両アイスホッケー選手・元選手とは北海高校時代からの友人で、プロ/トップリーグ入りした際に3人とも背番号「30」で揃え、巨人移籍後もそのシーズン終了時に30に戻してもらうなどこの背番号への愛着は強い。また、この縁で日本ハム時代に日本製紙がクレインズの廃部を表明した際にはクレインズ存続のための2019年3月24日の札幌ドームでの東京ヤクルトスワローズとのオープン戦での署名活動に杉谷拳士、斎藤佑樹、秋吉亮、杉浦稔大の協力を取り付けるなど尽力し、これが話題を呼んで署名が10万に届いたことでクラブチームとしての存続に大きく貢献している。
七飯中学校の先輩にBリーグ・長崎ヴェルカの野口大介がいる。
2020年1月21日に女優の青谷優衣と結婚した。

## 詳細情報

### 年度別投手成績
| 年 度     | 球 団     | 登 板 | 先 発 | 完 投 | 完 封 | 無 四 球 | 勝 利 | 敗 戦 | セ 丨 ブ | ホ 丨 ル ド | 勝 率 | 打 者 | 投 球 回 | 被 安 打 | 被 本 塁 打 | 与 四 球 | 敬 遠 | 与 死 球 | 奪 三 振 | 暴 投 | ボ 丨 ク | 失 点 | 自 責 点 | 防 御 率 | W H I P |
| --------- | --------- | ----- | ----- | ----- | ----- | -------- | ----- | ----- | -------- | ----------- | ----- | ----- | -------- | -------- | ----------- | -------- | ----- | -------- | -------- | ----- | -------- | ----- | -------- | -------- | ------- |
| 2013      | 日本ハム  | 38    | 2     | 0     | 0     | 0        | 2     | 3     | 1        | 5           | .400  | 231   | 54.0     | 41       | 4           | 33       | 0     | 1        | 42       | 1     | 0        | 21    | 20       | 3.33     | 1.37    |
| 2014      | 日本ハム  | 21    | 0     | 0     | 0     | 0        | 1     | 0     | 0        | 2           | 1.000 | 119   | 28.2     | 25       | 4           | 10       | 0     | 2        | 27       | 0     | 0        | 9     | 7        | 2.20     | 1.22    |
| 2015      | 日本ハム  | 40    | 0     | 0     | 0     | 0        | 5     | 3     | 0        | 15          | .625  | 159   | 34.2     | 45       | 3           | 12       | 0     | 1        | 32       | 1     | 0        | 23    | 18       | 4.67     | 1.64    |
| 2016      | 日本ハム  | 48    | 0     | 0     | 0     | 0        | 5     | 3     | 3        | 3           | .625  | 187   | 44.2     | 37       | 3           | 21       | 1     | 0        | 38       | 4     | 0        | 23    | 21       | 4.23     | 1.30    |
| 2017      | 日本ハム  | 60    | 0     | 0     | 0     | 0        | 2     | 3     | 1        | 17          | .400  | 218   | 57.0     | 33       | 6           | 17       | 0     | 0        | 46       | 0     | 0        | 23    | 16       | 2.53     | 0.88    |
| 2018      | 日本ハム  | 28    | 0     | 0     | 0     | 0        | 0     | 0     | 0        | 2           | ----  | 128   | 27.1     | 33       | 2           | 12       | 0     | 1        | 22       | 1     | 0        | 14    | 13       | 4.28     | 1.65    |
| 2019      | 日本ハム  | 18    | 0     | 0     | 0     | 0        | 0     | 0     | 0        | 1           | ----  | 77    | 16.2     | 16       | 0           | 12       | 0     | 0        | 16       | 0     | 0        | 11    | 11       | 5.94     | 1.68    |
| 2019      | 巨人      | 27    | 0     | 0     | 0     | 0        | 0     | 2     | 0        | 6           | .000  | 117   | 27.0     | 21       | 4           | 18       | 3     | 0        | 11       | 0     | 0        | 11    | 9        | 3.00     | 1.44    |
| '19計     | 巨人      | 45    | 0     | 0     | 0     | 0        | 0     | 2     | 0        | 7           | .000  | 194   | 43.2     | 37       | 4           | 30       | 3     | 0        | 27       | 0     | 0        | 22    | 20       | 4.12     | 1.53    |
| 2020      | 巨人      | 46    | 0     | 0     | 0     | 0        | 3     | 1     | 0        | 13          | .750  | 148   | 37.1     | 25       | 2           | 13       | 1     | 1        | 40       | 0     | 0        | 12    | 12       | 2.89     | 1.02    |
| 2021      | 巨人      | 59    | 0     | 0     | 0     | 0        | 3     | 0     | 1        | 15          | 1.000 | 182   | 42.1     | 39       | 5           | 18       | 0     | 0        | 30       | 1     | 0        | 19    | 15       | 3.19     | 1.35    |
| 2022      | 巨人      | 21    | 0     | 0     | 0     | 0        | 2     | 0     | 0        | 3           | 1.000 | 74    | 17.0     | 21       | 4           | 5        | 0     | 0        | 9        | 0     | 0        | 8     | 7        | 3.71     | 1.53    |
| 2023      | 巨人      | 13    | 0     | 0     | 0     | 0        | 2     | 0     | 1        | 2           | 1.000 | 48    | 11.1     | 10       | 1           | 5        | 0     | 0        | 11       | 0     | 0        | 4     | 4        | 3.18     | 1.32    |
| 2024      | 日本ハム  | 1     | 1     | 0     | 0     | 0        | 0     | 0     | 0        | 0           | ----  | 2     | 0.2      | 0        | 0           | 0        | 0     | 0        | 0        | 0     | 0        | 0     | 0        | 0.00     | 0.00    |
| NPB：12年 | NPB：12年 | 420   | 3     | 0     | 0     | 0        | 25    | 15    | 7        | 84          | .625  | 1690  | 398.2    | 346      | 38          | 176      | 5     | 6        | 324      | 8     | 0        | 178   | 153      | 3.45     | 1.31    |

- 2024年度シーズン終了時[56]

### 年度別守備成績
| 年 度 | 球 団    | 投手  | 投手  | 投手  | 投手  | 投手  | 投手     |
| 年 度 | 球 団    | 試 合 | 刺 殺 | 補 殺 | 失 策 | 併 殺 | 守 備 率 |
| ----- | -------- | ----- | ----- | ----- | ----- | ----- | -------- |
| 2013  | 日本ハム | 38    | 3     | 1     | 0     | 0     | 1.000    |
| 2014  | 日本ハム | 21    | 2     | 4     | 0     | 1     | 1.000    |
| 2015  | 日本ハム | 40    | 0     | 7     | 0     | 0     | 1.000    |
| 2016  | 日本ハム | 48    | 4     | 4     | 0     | 1     | 1.000    |
| 2017  | 日本ハム | 60    | 2     | 7     | 0     | 1     | 1.000    |
| 2018  | 日本ハム | 28    | 1     | 4     | 0     | 1     | 1.000    |
| 2019  | 日本ハム | 18    | 1     | 4     | 0     | 0     | 1.000    |
| 2019  | 巨人     | 27    | 1     | 2     | 0     | 0     | 1.000    |
| '19計 | 巨人     | 45    | 2     | 6     | 0     | 0     | 1.000    |
| 2020  | 巨人     | 46    | 2     | 3     | 0     | 0     | 1.000    |
| 2021  | 巨人     | 59    | 3     | 6     | 0     | 0     | 1.000    |
| 2022  | 巨人     | 21    | 1     | 1     | 0     | 0     | 1.000    |
| 2023  | 巨人     | 13    | 0     | 2     | 0     | 0     | 1.000    |
| 2024  | 日ハム   | 1     | 0     | 0     | 0     | 0     | ----     |
| 通算  | 通算     | 420   | 20    | 45    | 0     | 4     | 1.000    |

- 2024年度シーズン終了時

### 記録
投手記録
- 初登板・初ホールド：2013年3月29日、対埼玉西武ライオンズ1回戦（西武ドーム）、6回裏二死に3番手で救援登板・完了、1/3回を無失点
- 初奪三振：2013年4月6日、対福岡ソフトバンクホークス2回戦（札幌ドーム）、9回表に今宮健太から空振り三振
- 初勝利：2013年4月14日、対オリックス・バファローズ3回戦（ほっともっとフィールド神戸）、6回裏に3番手で救援登板・完了、2回を無失点
- 初先発登板：2013年5月6日、対埼玉西武ライオンズ9回戦（西武ドーム）、5回1/3を1失点で敗戦投手[61]
- 初セーブ：2013年7月3日、対福岡ソフトバンクホークス10回戦（福岡 ヤフオク!ドーム）、11回裏に7番手で救援登板・完了、1回を無失点

打撃記録
- 初打席：2013年5月17日、対横浜DeNAベイスターズ1回戦（横浜スタジアム）、2回表に井納翔一から見逃し三振[62]

その他の記録
- 1球セーブ：2021年5月22日、対中日ドラゴンズ10回戦（バンテリンドーム ナゴヤ）、9回裏二死から6番手で救援登板、1/3回無失点・完了 ※史上61人目、67度目[63]

### 背番号
- 30（2013年 - 2019年6月27日、2020年 - 2023年）
- 32（2019年6月28日 - 同年終了）
- 130（2024年 - 同年7月23日）
- 60（2024年7月24日 - 同年終了）

### 登場曲
- 「HERO（ヒーローになる時、それは今）」甲斐バンド（2013年 - 2014年）
- 「今宵の月のように」エレファントカシマシ（2015年）
- 「Key Man」Rune（2016年 - ）
- 「Key Man-百折不撓-」Rune（2019年 - 2021年）
- 「Key Man-施錠完了-」Rune（2022年 - ）